# Toleman TG185
La Toleman TG185 è una monoposto di Formula 1, costruita dalla scuderia inglese Toleman per partecipare al campionato mondiale di Formula 1 1985
Progettata da Rory Byrne, era alimentata dal motore turbocompresso Hart 415T a quattro cilindri in linea da circa 800 CV. 
Con alla guida il pilota Teo Fabi, la vettura ottenne la sua prima e unica pole position al Gran Premio di Germania disputato sul nuovo Nürburgring durante la stagione 1985.
In seguito all'acquisizione della Toleman da parte della Benetton, il progetto della monoposto per la stagione 1986, soprannominata "TG186", fece da base alla nuova vettura della Benetton e venne ribattezzato Benetton B186.

## Risultati in Formula 1
| Anno | Team                     | Motore        | Gomme | Piloti   |  |  |  |     |     |     |    |     |     |     |     |    |     |     |     |     | Punti | Pos. |
| ---- | ------------------------ | ------------- | ----- | -------- |  |  |  | --- | --- | --- | -- | --- | --- | --- | --- | -- | --- | --- | --- | --- | ----- | ---- |
| 1985 | Toleman Group Motorsport | Hart 415T I4t | P     | Fabi     |  |  |  | Rit | Rit | Rit | 14 | Rit | Rit | Rit | Rit | 12 | Rit | Rit | Rit | Rit | 0     | —    |
| 1985 | Toleman Group Motorsport | Hart 415T I4t | P     | Ghinzani |  |  |  |     |     |     |    |     |     | NP  | Rit | NP | Rit | Rit | Rit | Rit | 0     | —    |

| Legenda | 1º posto     | 2º posto | 3º posto    | A punti         | Senza punti/Non class.  | Grassetto – Pole position Corsivo – Giro più veloce |
| Legenda | Squalificato | Ritirato | Non partito | Non qualificato | Solo prove/Terzo pilota | Grassetto – Pole position Corsivo – Giro più veloce |